# Німецький рекс
Німецький рекс (англ. German rex, GRX)  — порода кішок, що виникла в Німеччині.

## Історія
У 1930 році в селі на території Східної Пруссії виявили кучерявого кота від абсолютно нормального блакитного російського кота й ангорської кішки тютюнового кольору. Саме від нього й походить порода німецьких рексів. Формуванню породи сприяло періодичне схрещування з короткошерстими європейськими кішками. Породу визнають багато фелінологічних організацій, у тому числі FIFE. 1983 року німецьких рексів визнала FIFE.

## Догляд
За поводженням, фізіологічними особливостями кішки схожі на девон і корніш-рексів. Під час росту хутра рекомендується комплекс вітамінів групи B. За хутром й великими, широко відкритими очима рексів необхідний регулярний догляд. Рекси не мерзнуть. Вони нормально себе почувають й у теплій, і в прохолодній квартирі.

## Зовнішній вигляд
Німецькі рекси — тварини середнього розміру, сильні, але не масивні. Тіло середньої величини й довжини, міцне, з розвиненою мускулатурою, пропорційне. Грудна клітка в профіль виглядає заокругленою. Спина пряма. Кінцівки відносно тонкі, середньої довжини. Лапи невеликі, овальні. Подушечки лап добре виражені. Хвіст середньої довжини, сильний, рухливий, рівний, без заломів, звужується до кінця. Рівномірно вкритий хутром. Кінчик хвоста заокруглений.
Голова округлена. Підборіддя виражене. Щоки розвинені. Ніс із невеликим вигином. Вібриси коротші нормальних розмірів, звиті. Вуха великі, широкі біля основи, широко поставлені, на кінчиках трохи заокруглені. Із зовнішнього боку вушна раковина вкрита густим і тонким хутром. Очі округлі, середньої величини, посаджені широко на достатній відстані від лінії носа. Колір відповідає забарвленню хутра.
Хутро коротке, хвилясте, плюшеве за текстурою, м'яке, без остьового волосся, нагадує своєю м'якістю хутро крота. Щільність хутра варіюється від тонкого м'якого до щільного рівномірного покриву.

## Світлини

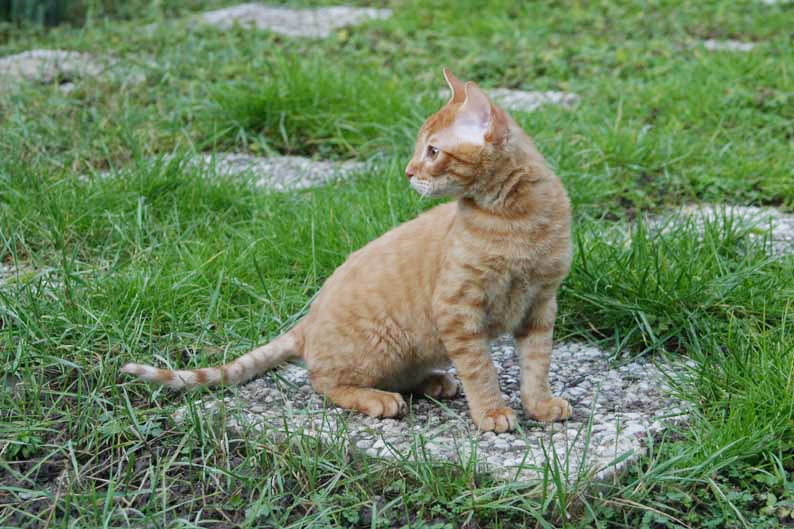
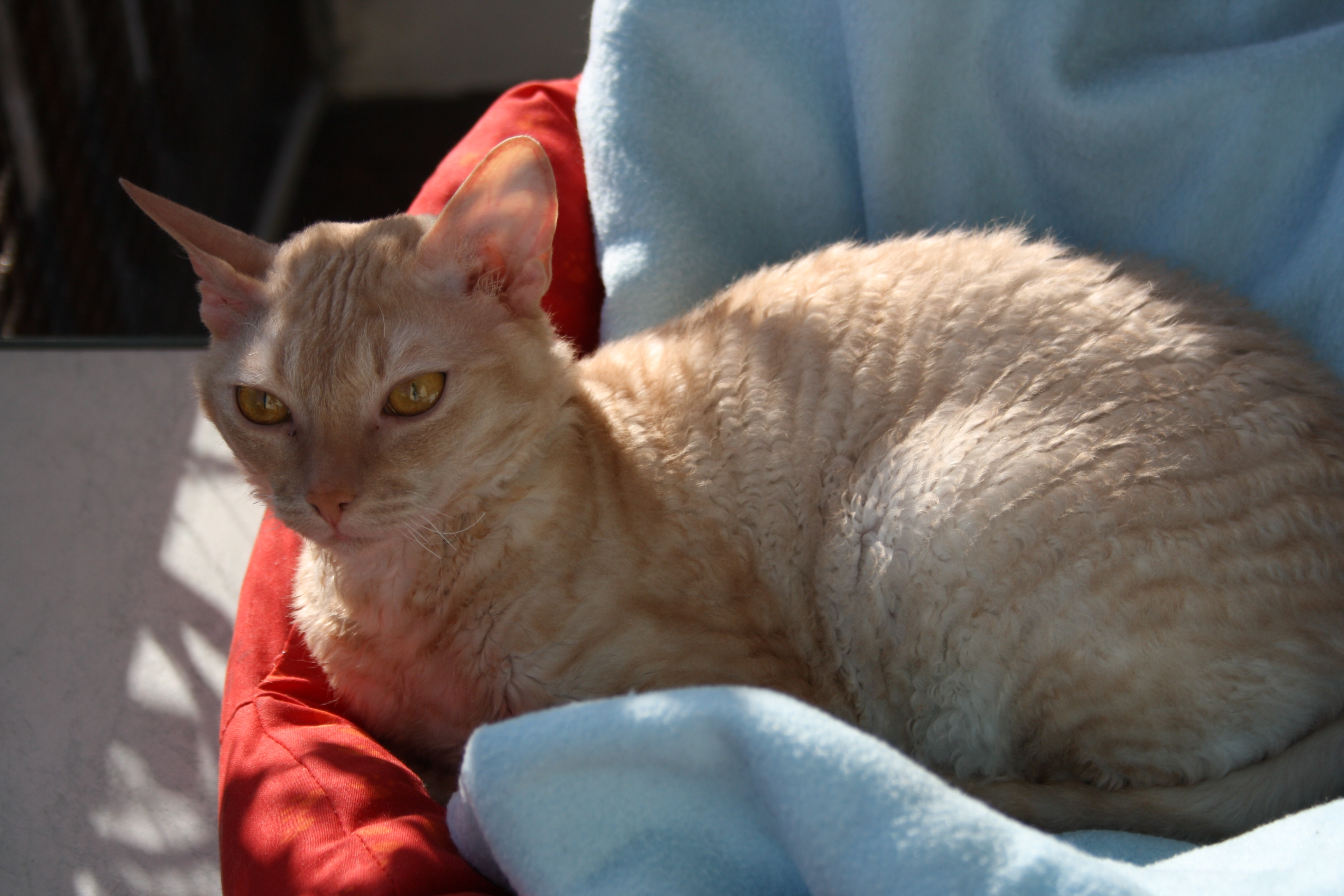
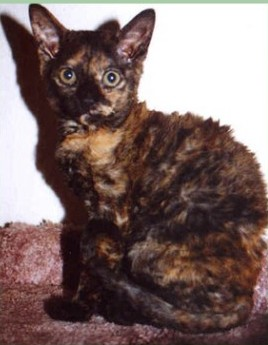
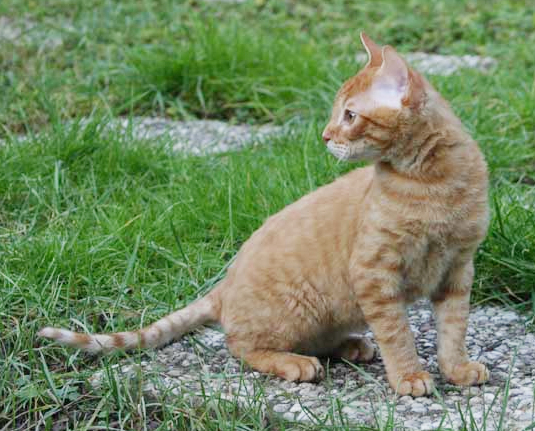
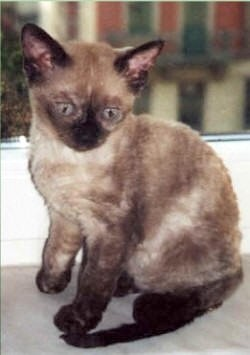

### Забарвлення
Допускаються всі колірні варіації.